# Extra Width
Extra Width è un album discografico del gruppo musicale statunitense Jon Spencer Blues Explosion, pubblicato nel 1993 dalla Matador Records.

## Tracce
Testi e musiche di Jon Spencer Blues Explosion, tranne dove indicato diversamente.
1. Afro – 2:55
2. History of Lies – 3:42
3. Back Slider – 3:00
4. Soul Letter – 2:49
5. Soul Typecast – 6:06
6. Pant Leg – 2:27
7. Hey Mom – 3:00 (Jon Spencer Blues Explosion, Rufus Thomas)
8. Big Road – 3:59
9. Train #2 – 2:25
10. Inside the World of the Blues Explosion – 3:27
11. The World of Sex – 3:46 (Jon Spencer Blues Explosion, Mark Ramos Nishita)

## Formazione

### Gruppo
- Judah Bauer - chitarra e voce
- Russell Simins - batteria
- Jon Spencer - voce e chitarra